# Rudnja (Smolensk)
Rudnja (russisch Рудня) ist eine Kleinstadt in der Oblast Smolensk (Russland) mit 10.030 Einwohnern (Stand 14. Oktober 2010).

## Geografie
Die Stadt liegt in den Witebsker Höhen nahe der Westgrenze Russlands etwa 70 Kilometer nordwestlich der Oblasthauptstadt Smolensk an der Kleinen Beresina (Malaja Beresina), einen Nebenfluss der in den Dnepr mündenden Beresina (nicht zu verwechseln mit der Bjaresina).
Rudnja ist Verwaltungszentrum des gleichnamigen Rajons.
Die Stadt liegt an der auf diesem Abschnitt 1868 eröffneten Eisenbahnstrecke Smolensk–Wizebsk–Polazk (vor 1917 Teil der Riga-Orjoler Eisenbahn).

## Geschichte
Der Ort wurde erstmals 1363 als Ansiedlung Rodnja erwähnt.
Später wurde die heutige Namensform gebräuchlich, unter welcher der Ort 1926 das Stadtrecht erhielt.
Im Zweiten Weltkrieg wurde Rudnja am 14. Juli 1941 von der deutschen Wehrmacht besetzt und am 29. September 1943 von Truppen der Kalininer Front der Roten Armee im Rahmen der Duchowschtschina-Demidower Operation zurückerobert.

### Bevölkerungsentwicklung
| Jahr | Einwohner |
| ---- | --------- |
| 1897 | 04.100    |
| 1939 | 07.347    |
| 1959 | 08.152    |
| 1970 | 10.438    |
| 1979 | 11.019    |
| 1989 | 11.032    |
| 2002 | 09.853    |
| 2010 | 10.030    |

Anmerkung: Volkszählungsdaten (1897 gerundet)

## Kultur und Sehenswürdigkeiten
In Rudnja gibt es ein Historisches Museum sowie ein Michail-Jegorow-Gedenkmuseum, zum Gedenken an Michail Jegorow (1923–1975), einen Sergeanten der Roten Armee, der an der Schlacht um Berlin beteiligt war.
Im Dorf Ljubawitschi ist die Mariä-Himmelfahrts-Kirche (Успенская церковь/Uspenskaja zerkow) aus dem 18. Jahrhundert und der jüdische Friedhof erhalten, im Dorf Mikulino die Dreifaltigkeitskirche (Троицкая церковь/Troizkaja zerkow) aus dem 19. Jahrhundert.

## Wirtschaft
In Rudnja als Zentrum eines Landwirtschaftsgebietes sind hauptsächlich Betriebe der Lebensmittelindustrie ansässig; in der nahen Siedlung Golynki ein Glaswerk.

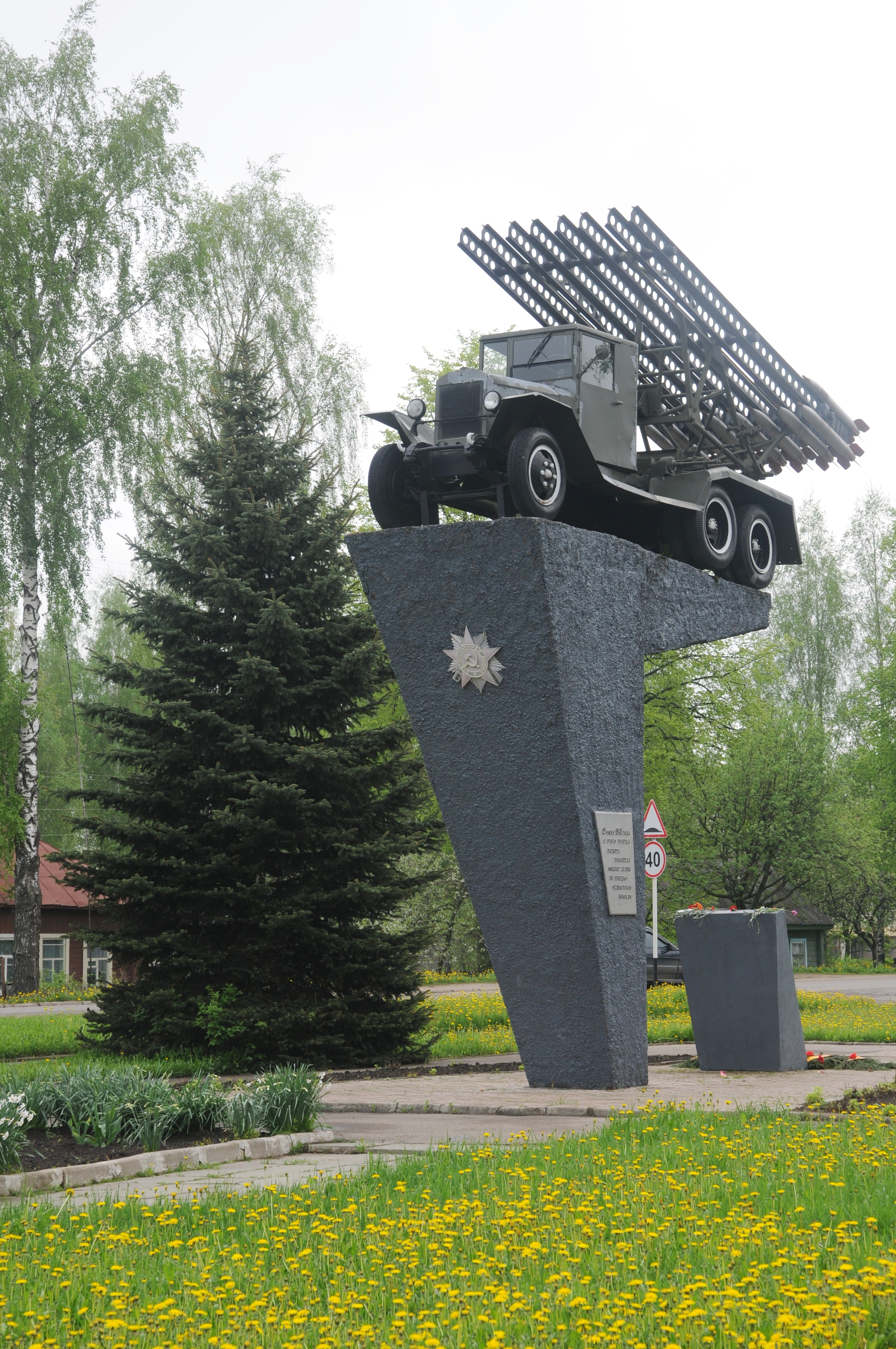
Katjuscha-Denkmal
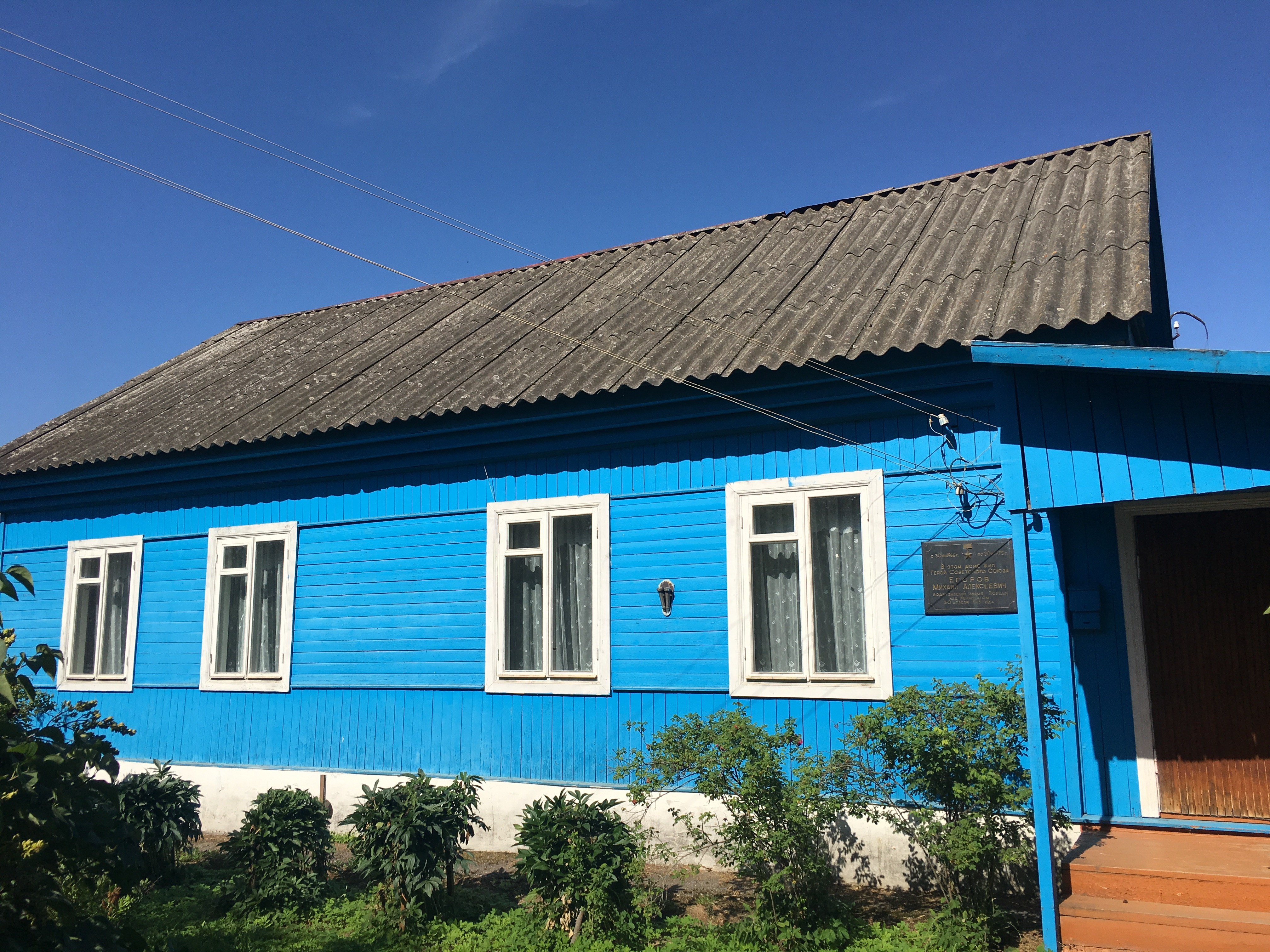
Michail-Jegorow-Museum